# Pinocchio (Danger)
Pinocchio (Danger) (피노키오; Pinokio) é uma canção do girl group f(x). É o primeiro single do primeiro álbum de estúdio do grupo, Pinocchio. A canção foi lançada digitalmente em 17 de abril de 2011 através de vários sites de música pela distribuição da SM Entertainment. O vídeo da música foi lançado no YouTube em 19 de abril de 2011. A canção é um remake de Kristine Elezaj da canção "Razor".

## Vídeo musical
O teaser do vídeo da música foi lançado em 14 de abril de 2011, e o vídeo da música completo foi lançado em 19 de abril de 2011 no YouTube.

## Histórico de lançamento
| País          | Data                | Formato          | Gravadora        |
| ------------- | ------------------- | ---------------- | ---------------- |
| Mundialmente  | 17 de abril de 2011 | Download digital | SM Entertainment |
| Coreia do Sul | 17 de abril de 2011 | Download digital | SM Entertainment |

## Promoção
f(x) fez a primeira performance ao vivo da música no Music Bank em 22 de abril de 2011. A canção "Gangsta Boy" também foi escolhido para fazer parte das performances especiais do comeback. "Pinocchio (Danger)" ganhou um total de oito prêmios em programas musicais: 3 no Inkigayo, 3 no M! Countdown e 2 no Music Bank, a primeira vitória foi em 29 de abril no Music Bank. As promoções de "Pinocchio (Danger)" e do álbum acabaram em 29 de maio de 2011.

## Recepção
| Gráfico                                      | Posição |
| -------------------------------------------- | ------- |
| Coreia do Sul (Gaon Singles Chart)           | 1       |
| Coreia do Sul (Gaon Streaming Singles chart) | 2       |
| Coreia do Sul (Gaon Download Singles chart)  | 2       |
| Billboard K-Pop Hot 100                      | 698     |